# Демерара (колония)
Демерара (нидерл. Kolonie Demerary) — бывшая колония Нидерландов на северном побережье Южной Америки, в нижнем течении реки Демерара, с 1838 по 1966 годы — графство Британской Гвианы. Название «Demerara» происходит от варианта аравакского слова «Immenary» или «Dumaruni», означающего «река сахарного дерева». Демерарский сахар назван так потому, что первоначально он происходил с сахарных плантаций колонии Демерара.

## История
В 1745 году область Демерара была отделена от колонии Эссекибо.
В 1781 году американская революция вдохновила Голландскую республику присоединиться к Франции в её войне против англичан. Большой британский флот под командованием адмирала лорда Родни был отправлен в Вест-Индию, и после некоторого пребывания в Карибском море из его состава была выделена эскадра, отбывшая на захват голландских колоний Эссекибо и Демерара, что и было сделано без особых затруднений. В 1782 году французы завладели всеми голландскими поселениями в области, заставив британского губернатора Роберта Кинстона сдаться. Парижский мир 1783 года вернул эти территории под контроль голландцев.
Англичане отказались от Демерары в 1802 году в соответствии с положениями Амьенского мира, но вновь взяли контроль над колонией год спустя. 13 августа 1814 года англичане объединили колонии Демерара и Эссекибо в колонию Демерара-Эссекибо. 20 ноября 1815 года колония была официально передана Великобритании.
Крупные восстания рабов сотрясали Западную Демерару в 1795 году и её восточное побережье в 1823 году (второе под началом Джека Глэдстоуна и Куамины). Хотя эти восстания были легко и кроваво подавлены, по словам Уинстона Макгоуэна, они, возможно, имели долгосрочные последствия и привели к ликвидации рабства:
Восстание 1823 года имело особое значение, не свойственное предыдущим бунтам. Оно привлекло к себе внимание властей Великобритании и населения метрополии, толкая к мысли о необходимости отмены рабства. Это сыграло свою роль, наряду с другими гуманитарными, политическими и экономическими факторами, в результате чего британский парламент десять лет спустя, в 1833 году, принял судьбоносное решение об отмене рабства в Британской Гвиане и других частях Британской империи с 1 августа 1834 года. После того, как последующие четыре года рабство в своей модифицированной форме стыдливо называлось "наставничество", рабы, наконец, были освобождены 1 августа 1838 года.

21 июля 1831 года Демерара-Эссекибо объединилась с Бербисом и стала Британской Гвианой, в настоящее время — Гайана. В 1838 году Демерара стала одним из трех округов Гвианы, наряду с Бербисом и Эссекибо. В 1958 году Гвиана была разделена на районы. В настоящее время историческая область Демерара является частью гайанских административных районов Демерара-Махайка, Эссекибо-Айлендс-Уэст-Демерара и Аппер-Демерара-Бербис.